# Tolovac
Tolovac je bivše samostalno naselje s područja današnje općine Prozor-Rama, Federacija BiH, BiH.

## Povijest
Za vrijeme socijalističke BiH ovo je naselje pripojeno naselju Gorici.